# Davey Boy Smith
David Smith (* 27. November 1962 in Golborne; Lancashire; England; † 18. Mai 2002 in Invermere, Kanada) war ein britischer Wrestler. Er war bekannter unter seinen Ringnamen Davey Boy Smith und The British Bulldog und trat hauptsächlich für die Wrestlingligen World Wrestling Federation und World Championship Wrestling an.
Sein Sohn Harry Smith ist ebenfalls Wrestler, der derzeit hauptsächlich für New Japan Pro-Wrestling antritt und sowohl dort als auch bei WWE mehrfacher Tag Team Champion wurde.

## Karriere

### Anfänge
Smith begann 1976 im Alter von 14 Jahren mit dem Wrestling. Dabei trat er neben seiner englischen Heimat auch in Deutschland und Japan an. Mit Hilfe seines Cousins Tom Billington kam er nach Kanada, wo er der Liga Stampede Wrestling beitrat. In diesem Zusammenhang wurde David mit Tom Billington von der WWF unter Vertrag genommen. David heiratete später Diana Hart, eine Tochter von Stu Hart.

### World Wrestling Federation
Smith und Billington traten als „The British Bulldogs“ auf und gewannen 1986 bei WrestleMania 2 den Tag-Team-Titel. Bereits zu diesem Zeitpunkt litt Billington unter Rückenproblemen, die schließlich dazu führten, dass die beiden ihren Titel an die Hart Foundation (Bret Hart und Jim Neidhart) verloren.
Nach dem Titelverlust machten Smith und Billington eine Pause. Sie kehrten bei Wrestlemania 3 kurzfristig zurück. Nach dem SummerSlam 1988 kehrten beide zu Stampede Wrestling zurück, wo man das Team trennte. Dabei kam es zu einer Fehde zwischen Smith und Billington.
1990 kehrte Smith in die WWF zurück, nachdem er in Japan erfolgreich als „The British Bulldog“ Davey Boy Smith angetreten war. Im August 1992 gewann er beim SummerSlam vor über 80.000 Zuschauern den Intercontinental Title in einem Match gegen seinen Schwager Bret Hart im Londoner Wembley-Stadion. Er verlor den Titel am 8. November 1992 im Saturday Night’s Main Event an Shawn Michaels und wurde später, zeitgleich mit The Ultimate Warrior, wegen des Erwerbs von Wachstumshormonen von der WWF entlassen.

### World Championship Wrestling/World Wrestling Federation

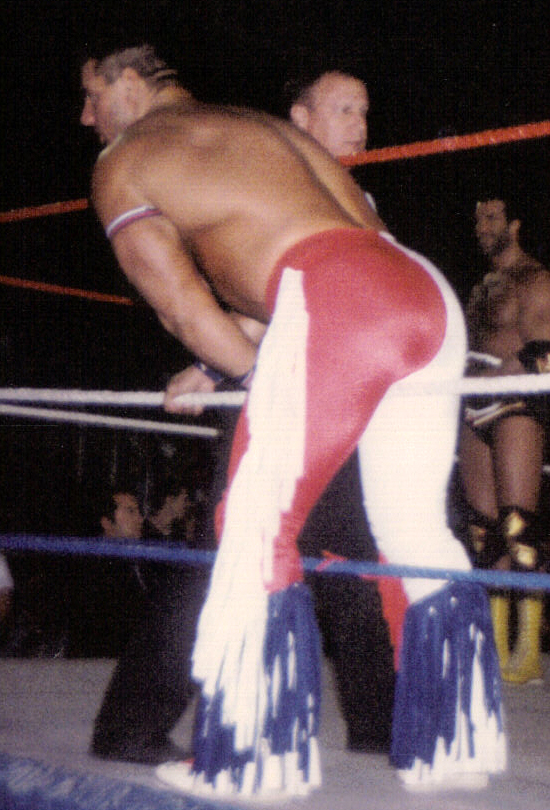
Smith während eines WWF-Events (1995)

1993 wechselte er in die WCW, wo er unter anderem gegen Big Van Vader und William Regal fehdete. Nach einer Kneipenschlägerei mit einem Mann, der zuvor mit Smiths Frau geflirtet hatte, wurde er von der WCW entlassen, da die Prügelei weltweit negative Schlagzeilen machte.
Beim SummerSlam 1994 kehrte Smith in die WWF zurück. Nach dem Royal Rumble 1995 bildete er mit Lex Luger das Tag-Team „The Allied Powers“, das jedoch zu keinem großen Erfolg wurde. Nachdem Luger die WWF verlassen hatte, hatte Smith Fehden mit seinem Schwager Bret Hart und dem damaligen WWF-Champion Diesel. Später wurde Smith zusammen mit Big van Vader, Yokozuna und Owen Hart Mitglied im „Camp Cornette“, einem Stable unter der Führung von Jim Cornette.
Im Jahr 1996 führte er eine Fehde gegen WWF-Champion Shawn Michaels, bevor er zusammen mit Owen Hart Ende 1996 die Tag-Team-Titel gewann, die sie im Mai 1997 wieder verloren. Sie konnten den Titel zwar noch einmal gewinnen, mussten ihn dann aber endgültig abgeben. Ebenfalls 1997 wurde Smith erster WWF European Champion. Anschließend schloss er sich Bret Harts Stable „The New Hart Foundation“ an.
Nach dem Montreal Screwjob bei den Survivor Series 1997 ging Smith zusammen mit Jim Neidhart und Bret Hart in die WCW. Bei der Veranstaltung Fall Brawl 1998 erlitt er eine schwere Rückenverletzung durch einen versehentlich auf eine im Ringboden eingebaute Falltür ausgeführten Bodyslam. Smith, sein Partner Jim Neidhart, sowie seine Gegner Disco Inferno und Alex Wright, waren über diese Falltür nicht informiert. Smith und Neidhart gewannen zwar das Match, doch musste Smith nach dem Event ins Krankenhaus eingeliefert werden, wo er nur knapp einer Lähmung entging. Er pausierte nun für sechs Monate und wurde während dieser Zeit von der WCW gekündigt. 1999 kehrte er kurzfristig in die WWF zurück.
Aufgrund seiner in der WCW erlittenen Rückenverletzung wurde Smith tablettensüchtig. Auch eine Reha-Maßnahme brachte keinen Erfolg. Im Verlauf dieser Sucht drohte er, dass er seine Frau und eine ihrer Schwestern umbringen wollte. Diana reichte daraufhin die Scheidung ein. Die WWF trennte sich ebenfalls von Smith.
Am 6. April 2021 wurde er postum in die Hall of Fame eingeführt.

## Tod
Am 17. Mai 2002 erlitt Smith im Alter von 39 Jahren in Invermere, Kanada einen tödlichen Herzinfarkt. Sein Körper enthielt einen hohen Steroidanteil, der auf jahrelangen Anabolikamissbrauch schließen ließ.

## Erfolge

### Titel
- Stampede Wrestling

- 2× NWA International Tag Team Championship mit Bruce Hart
- 1× Stampede British Commonwealth Mid-Heavyweight Championship
- 2× Stampede International Tag Team Championship mit The Dynamite Kid
- 2× Stampede North American Heavyweight Championship

- World Wrestling Federation

- 2× WWF European Championship
- 2× WWF Hardcore Championship
- 1× WWF Intercontinental Championship
- 2× WWF World Tag Team Championship je 1× mit The Dynamite Kid und Owen Hart
- Battle Royal Gewinner in der Royal Albert Hall 1991
- WWE Hall of Fame (Class of 2020)

### Auszeichnungen
- Stampede Wrestling

- Stampede Wrestling Hall of Fame

- Pro Wrestling Illustrated

- PWI „Match of the Year 1992“ (Match des Jahres 1992) gegen Bret Hart
- PWI Platz 53 der „500 best singles wrestlers during the PWI Years in 2003“
- PWI Platz 5 der „100 best tag teams of the PWI Years“ mit The Dynamite Kid 2003
- PWI Platz 84 der „100 the best tag teams of the PWI Years“ mit Owen Hart 2003

- Wrestling Observer Newsletter

- „Tag Team of the Year 1985“ (Tag Team des Jahres 1985) mit The Dynamite Kid
- „Feud of the Year 1997“ (Fehde des Jahres 1997) mit Bret Hart, Owen Hart, Jim Neidhart und Brian Pillman gegen Stone Cold Steve Austin